# Taupe des montagnes du Japon
Urotrichus talpoides
Espèce
Statut de conservation UICN

 LC  : Préoccupation mineure
La Taupe des montagnes du Japon (Urotrichus talpoides) est une espèce de mammifères insectivores de la famille des Talpidae. Cette taupe japonaise est la seule espèce actuelle du genre Urotrichus.

## Description

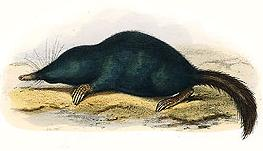
Planche zoologique

## Distribution

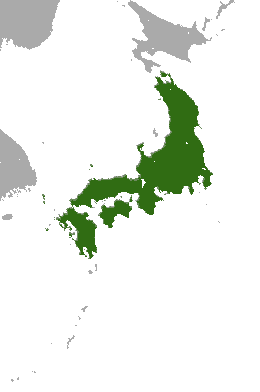
Carte de répartition au Japon

Cette espèce est endémique du Japon.

## Classification
Cette espèce a été décrite pour la première fois en 1841 par le zoologiste néerlandais Coenraad Jacob Temminck (1778-1858).
Traditionnellement, les espèces de cette famille sont classées dans l'ordre des Insectivora, un regroupement qui est progressivement abandonné au XXIe siècle.
Classification plus détaillée selon le Système d'information taxonomique intégré (SITI ou ITIS en anglais) :
 Règne : Animalia ; sous-règne : Bilateria ; infra-règne : Deuterostomia ; Embranchement : Chordata ; Sous-embranchement : Vertebrata ; infra-embranchement : Gnathostomata ; super-classe : Tetrapoda ; Classe : Mammalia ; Sous-classe : Theria ; infra-classe : Eutheria ; ordre : Soricomorpha ; famille des Talpidae ; sous-famille des Talpinae, tribu des Urotrichini, genre Urotrichus.

### Liste des sous-espèces
Selon MSW,, :
- sous-espèce Urotrichus talpoides adversus Thomas, 1908
- sous-espèce Urotrichus talpoides centralis Thomas, 1908
- sous-espèce Urotrichus talpoides hondoensis Thomas, 1918
- sous-espèce Urotrichus talpoides minutus Tokuda, 1932
- sous-espèce Urotrichus talpoides talpoides Temminck, 1841